# Älvdalen
Älvdalen (Övdaln eller Tjyörtjbynn ("kirkebyen") på elvdalsk) er et byområde i Älvdalens kommun i Dalarnas län i Sverige. I 2010 var indbyggertallet 1.810.

## Eget sprog: Elvdalsk
I Älvdalen benyttede man runer indtil ca. år 1900. Älvdalens runer bliver kaldt dalruner og var blevet opdateret med bogstaverne "ä", "ö" og "å". Egnen har også sit eget sprog kaldet elvdalsk - og der er blevet afholdt flere konferencer om sproget. Elvdalsk lyder som en blanding mellem islandsk og færøsk.